# Jomy Marull
José Miguel Marull Almaguer (Isla de la Juventud, 28 de febrero de 1998) es un actor cubano reconocido artísticamente como Jomy Marull con experiencia en el cine, el teatro y la televisión.

## Biografía
Se inició por casualidad en el mundo de las artes. Recuerda que se presentó a las pruebas de la Escuela Nacional de Arte (ENA) por sugerencia de unas compañeras de aula y matriculó:
“Yo entré a la Escuela Nacional de Arte (ENA) de casualidad. Yo pasé de ser el payaso de la secundaria a ser estudiante de la ENA”.
Culminó sus estudios en el año 2016 con la puesta Perla Marina de Abilio Estévez bajo la dirección de Carlos Díaz, director del grupo de Teatro El Público. Una obra que estuvo en cartelera unos tres meses y con la que asistió al 16.º Festival Internacional de Teatro de Camagüey.
Ha realizado incursiones en la televisión y en el teatro, con destaque para el papel de Lorenzo en la exitosa obra Farándula de Jazz Vilá Project. 
Jomy impartió clases de actuación en la ENA por invitación de Corina Mestre.

### Farándula
Jomy es Lorenzo, el protagonista de la historia que Jazz Vilá titulara Farándula. Se trata de una comedia de enredos que tiene a la incomunicación interpersonal, el fenómeno migratorio interno y la corrupción, como principales argumentos.
Farándula ha estado en cartelera de la Sala LLauradó y más recientemente en el Cine-Teatro Arenal y contó con un elenco compuesto por Camila Arteche, Anabel Suárez, Yordanka Ariosa, Cinthia Paredes, Beatriz Guillén, Mónica Baute, Carlos Busto, Gabriel Ricard, Omar Rolando, Carlos Solar y por supuesto, Jomy Marull.
Más de 20 mil espectadores acudieron a disfrutar de esta puesta en escena.

## Trayectoria

### Teatro
| Año  | Obra                                                                   | Notas                                                                                    |
| 2016 | Perla Marina / Dirección: Carlos Díaz                                  | Encarnó tres personajes y se presentó en el 16 Festival Internacional de Teatro Camagüey |
| 2016 | La Comedia de los Errores/ Dirección: Yailin Copolla y Cheryl Zaldivar | Función Única para actores de Teatro El Globo                                            |
| 2017 | Así pasen cinco Años / Dirección: Carlos Díaz                          | Se presentó en el 17 Festival Internacional de Teatro La Habana                          |
| 2018 | El Pequeño/Jazz Vilá Project                                           | Jazz Vilá versiona El Principito de Antoine de Saint-Exupéry                             |
| 2018 | Farándula/ Jazz Vilá Project                                           | Lorenzo                                                                                  |

### Televisión
| Año  | Trabajo                                                                         | Notas                                                    |
| 2016 | Serie policíaca Tras la huella. Caso: Cuentas claras (Dirección: Loisys Inclán) |                                                          |
| 2017 | Tras la huella. El Caso de Joseph (Dirección: Omar Alí)                         |                                                          |
| 2019 | Telenovela Renacer (Dirección: Miguel Brito)                                    | Encarnará a Liam. La serie se comenzará a filmar en 2019 |

### Otros trabajos
| Año  | Trabajo                                            | Notas                                                                                          |
| 2017 | Cortometraje: Fotogenia (Dirección: Fernando Cruz) | Se presentó en el Concurso Muestra de Cine Joven 2017 y en el Festival de Cine Pobre de Gibara |